# Norra Solberga distrikt
Norra Solberga distrikt är ett distrikt i Nässjö kommun och Jönköpings län. 
Distriktet ligger i nordöstra delen av kommun. 

## Tidigare administrativ tillhörighet
Distriktet inrättades 2016 och utgörs av socknen Norra Solberga i Nässjö kommun.
Området motsvarar den omfattning Norra Solberga församling hade vid årsskiftet 1999/2000.